# 莱奥·巴普蒂斯唐
莱昂纳多·卡里略·巴普蒂斯唐（葡萄牙語：Leonardo Carrilho Baptistão，1992年8月26日—），通称莱奥·巴普蒂斯唐（Léo Baptistão）是一名巴西足球運動員，司職前鋒，現效力於西甲球會艾美利亞。

## 球會生涯

### 早年
巴普蒂斯唐出生在桑托斯，起先与内马尔一同效力葡萄牙人俱乐部 ， 年仅16岁就移居西班牙加盟巴列卡諾青训营。 但他不就便身患肝炎不得不回家由身为医生的父亲医治；在被西班牙皇家足球协会拒绝返回原俱乐部后，他被租借到聖費爾南多俱乐部 。

### 巴列卡诺
2011年七月，结束在青训营的最后一个赛季后，巴普蒂斯唐在季前赛加入了一线队 但在他参加“巴列卡斯杯”对阵希洪竞技的处子秀中，他锁骨受伤； 他的职业生涯首秀在西班牙足球乙级联赛的巴列卡诺B队达成。
2012年夏季，巴普蒂斯唐再次入选球队季前赛阵容。 8月25日他终于达成一线队处子秀，在客场 2–1击败皇家贝蒂斯的西班牙足球甲级联赛中首发出场, 助攻 皮蒂 打进制胜球。 9月16日他在对阵馬德里競技的比赛中进球但球队3–4告负， 下个月他在对西班牙人的比赛中梅开二度但依然没能为球队拿到分数。
在帕科·赫梅斯麾下，巴普蒂斯唐在他的首个赛季很快成为球队的常规首选。2012年11月3日，他两度助攻皮蒂帮球队2–1 客场击败马拉加， 在下一个比赛日他打进个人赛季第五球, 球队主场3–2击败塞尔塔。
2013年1月,冬季转会窗开启，巴普蒂斯唐与前往诸如利物浦、曼联、女王公园巡游者、利兹联以及布莱顿等球队的传言相联系， 但并未成行。2月14日, 他在经过几周休赛后的第二场比赛中他肌肉受伤。 随后他在球队主场2-1击败马德里竞技的比赛中打进制胜球， 但在四月他被又一次锁骨伤势所击倒,令他赛季提前报销。

### 马德里竞技
2013年6月3日，巴普蒂斯唐与马德里竞技签下一份五年合同，转会费不详。 他于8月21日实现在新东家的处子秀，在两回合制西班牙超级杯的第一回合主场1-1打平巴塞罗那的比赛替下阿尔达·图兰,最终由于客场进球劣势惜败。
2013年9月18日，巴普蒂斯唐在当赛季的欧洲冠军联赛3–1主场击败泽尼特的比赛中为床单军团打进处子球。这也是他的欧冠首秀。
次年1月11日, 巴普蒂斯唐被租借至皇家贝蒂斯到六月为止。 他在 2-0 客场击败同城死敌塞维利亚的欧洲联赛16强赛中进球， 但球队两回合打平后点球大战出局。

### 巴列卡諾(租借)
2014年8月19日，巴普蒂斯唐被租回老东家,为期一年。 九月底，在三天里的两场比赛中，他在主场2-1击败毕尔巴鄂竞技和2-0击败莱万特的比赛中连续两次梅开二度助球队拿满六分。 

### 武汉卓尔
2019年1月31日，巴普蒂斯唐從西班牙人轉會至中超球隊武汉卓尔职业足球俱乐部。

### 桑托斯
2021年8月21日，巴普蒂斯唐與家鄉球隊桑托斯簽署合約至2023年5月，這是他時隔13年重返巴西。

## 荣誉
马德里竞技
- 西班牙足球甲级联赛：2013-14
- 欧洲冠军联赛：亚军 2013-14
- 西班牙超级杯：亚军 2013

## 外部連結
- BDFutbol檔案 （页面存档备份，存于） （英文）
- Futbolme檔案 （页面存档备份，存于） （西班牙文）
- Soccerway profile （页面存档备份，存于）（英文）